# 中島榮發動機

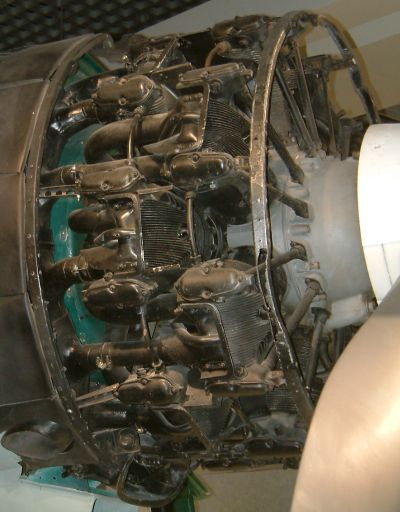
東京國立科學博物館所展出的榮發動機

中島榮發動機（日语：榮〔さかえ〕エンジン）乃日本中島飛機公司研發製造的氣冷式星型飛機用活塞發動機，內部代號為「NAM」，採複列14汽缸、底置凸輪軸（over head valve，縮寫成OHV）、離心式機械增壓的配置。大日本帝國海軍命名為榮，大日本帝國陸軍則命名成Ha-25（日语：ハ25），性能提升版本稱為Ha-105、Ha-115。一直到二戰後期，兩個軍種統一稱呼為Ha-35。此系列的發動機因「零戰」而出名，總生產數量合計33,233具（含它廠代工）。

## 概要
中島飛機公司工程師小谷武夫研發此型發動機時，受到美國普惠公司授權製造的發動機所影響，在化油器端設計多重防止逆流的閥門，達到穩定供給燃油的目的，因此提升零戰的戰鬥力。美國方面一向因為榮發動機的壓縮比只有6.7：1，將此系列發動機視為普惠R-1830發動機的同級仿製品；然而Ha-25型的直徑比較小，對當時前置發動機為主的飛機設計來說，具有降低飛機空氣阻力的優點，這也是西方飛機設計師對氣冷星型引擎運用在戰鬥機時所詬病之處；因此說是純仿製則過於貶抑日本工程師的巧思。不過本引擎比較有趣之處，則是一部份零件仍和普惠製造的活塞發動機共通。目前美國境內有些收藏家的零戰保存狀況良好、仍能飛行，也是流用普惠零組件的緣故。
在榮發動機量產之後，中島飛機團隊在開發新引擎——18汽缸的「譽發動機」時，仍然大量沿用榮發動機的既有設計經驗，包括汽缸尺寸、排氣管等散熱配置、火星塞位置等，因此兩者相當雷同。

## 規格

### 榮一二型（Ha-25）
- 型式：氣冷式14汽缸星型引擎
- 排氣量：27.9公升
- 全長：1,472mm
- 外徑：1,150mm
- 缸徑×行程：130mm×150mm
- 乾燥重量：530公斤
- 機械增壓器：離心式1段1速
- 供油方式：化油器
- 額定馬力：950hp / 2,500rpm / 推進+150mmHg（高度4,200公尺）
- 起飛馬力：940hp / 2,550rpm / 推進+250mmHg

### 榮二一型（Ha-115）
- 型式：氣冷式14汽缸星型引擎
- 排氣量：27.9公升
- 全長：1,420mm
- 外徑：1,115mm
- 缸徑×行程：130mm×150mm
- 乾燥重量：590公斤
- 機械增壓器：離心式1段2速
- 供油方式：化油器
- 額定馬力：
  - 一速全開：1,100hp / 2,700rpm / 高度2,850公尺
  - 二速全開：980hp / 2,700rpm / 高度6,000公尺
- 起飛馬力：1,130hp / 2,750rpm / 推進+300mmHg

## 主要搭載機種
- 九七式艦上攻擊機
- 零式艦上戰鬥機
- 月光夜間戰鬥機
- 九九式雙發輕轟炸機
- 一式戰鬥機
- 劍航空機（日语：剣 (航空機)）

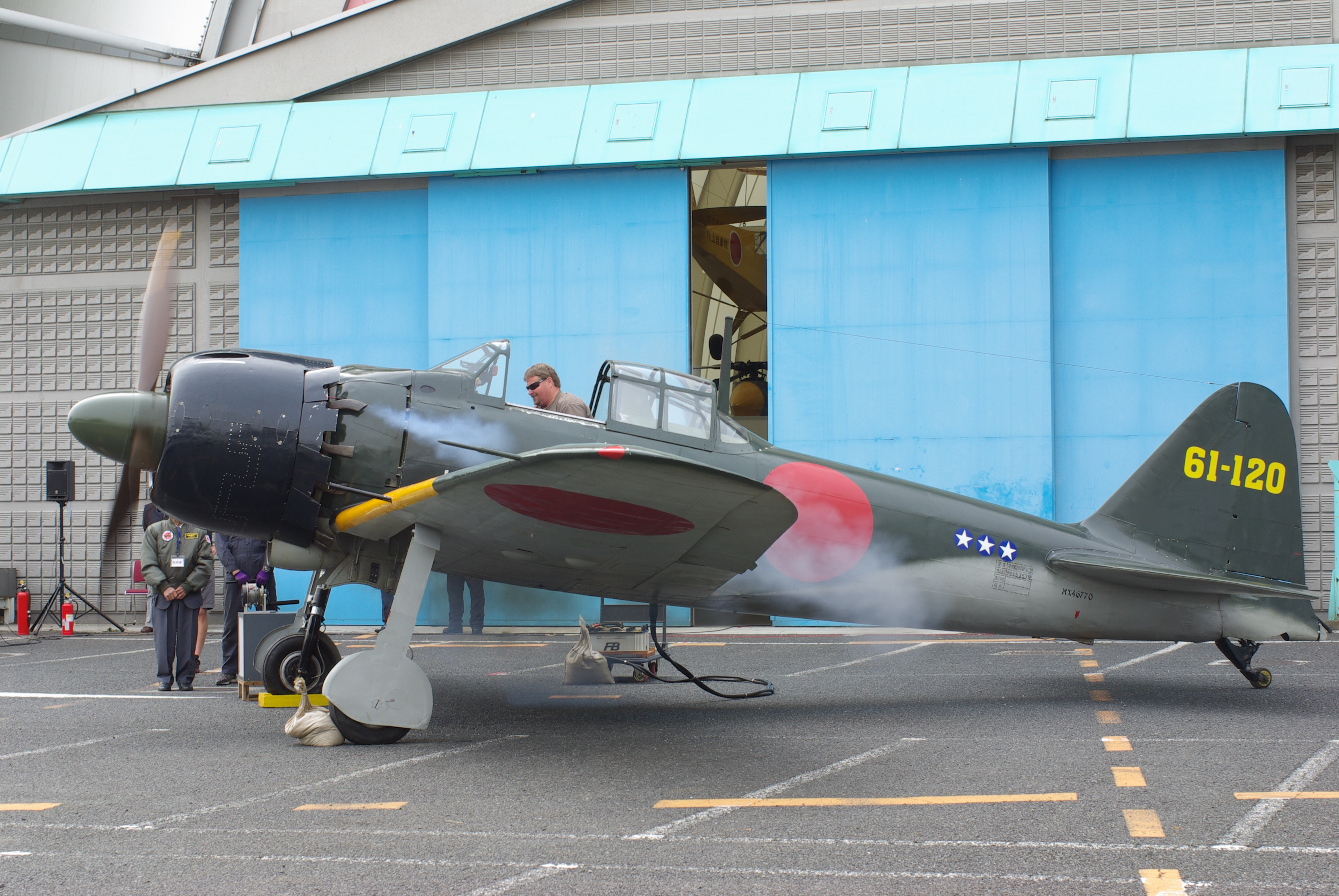
來自美國知名飛機航空博物館（英语：Planes of Fame Air Museum）的零戰五二型於埼玉縣所澤市航空發祥紀念館展示，啟動其搭載的榮發動機之瞬間
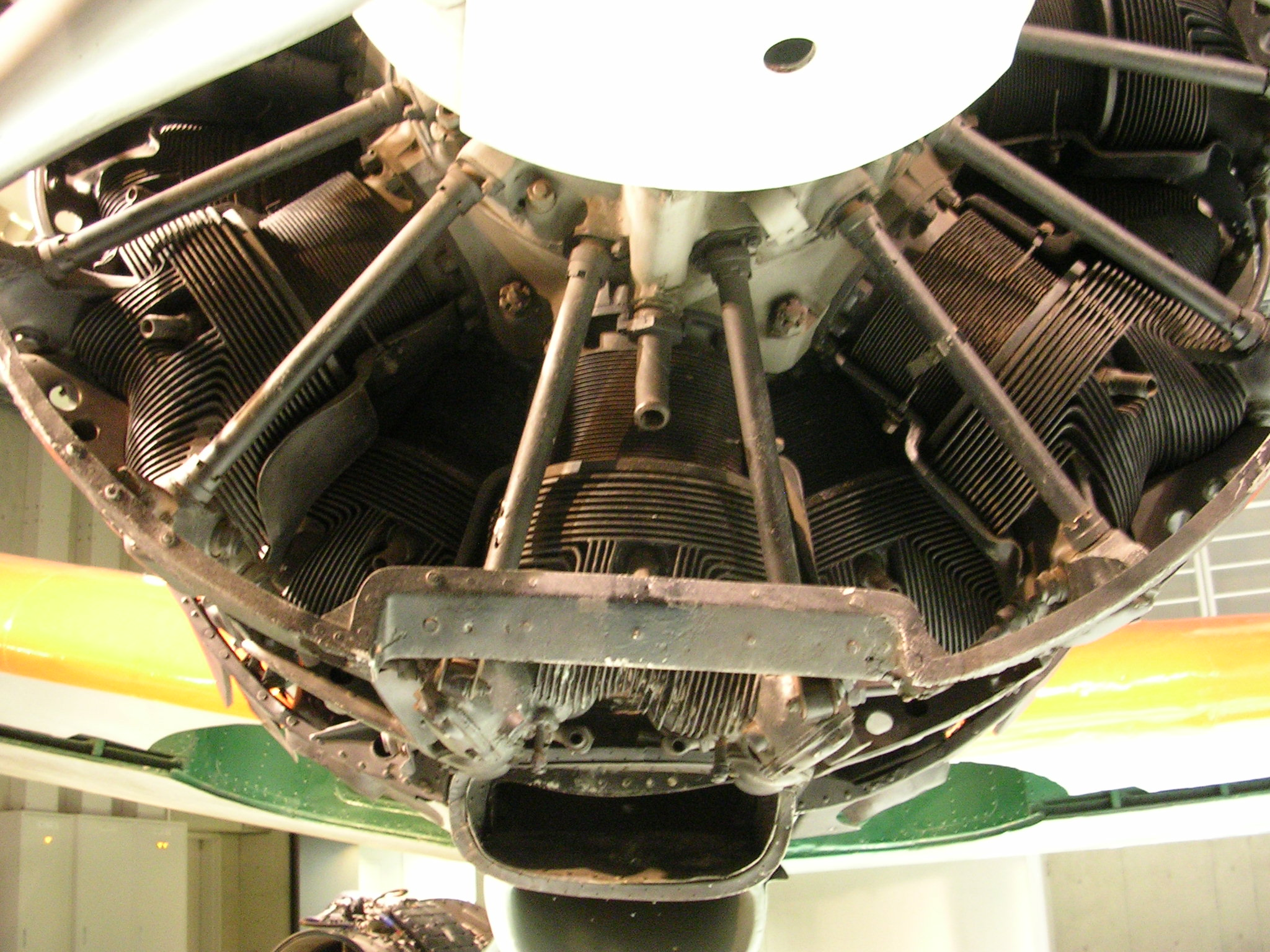
榮發動機內部特寫
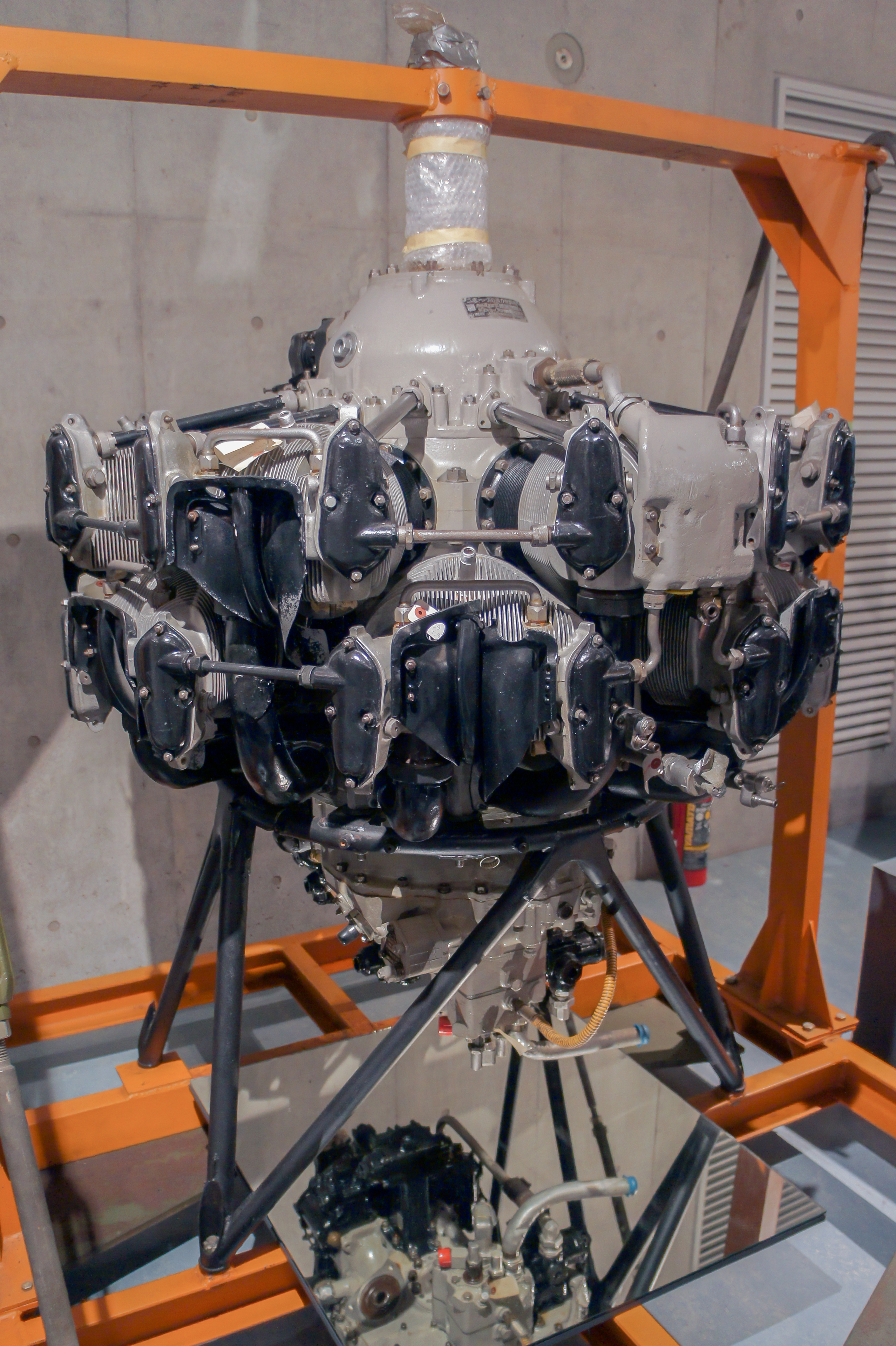
東京國立科學博物館所展出的榮二一型發動機

## 外部連結
- （日語）中島の発動機について（页面存档备份，存于）